# Нићифор (цезар)
Нићифор (756/8 - после 812) је био византијски племић са титулом цезара. Учесник је неколико завери против византијских царева.

## Биографија
Нићифор је рођен крајем 750-тих година, око 756-8. године. Син је византијског цара Константина V и његове треће супруге, Евдокије. Нићифор је трећи Константинов син, након Лава IV, рођеног око 750. године и Христифора, рођеног око 755. године. Могуће је да су Христофор и Нићифор били близанци. Евдокија је 1. априла 769. године крунисана за августу. Том приликом су Нићифор и Христифор проглашени за цезаре, док је њихов млађи брат Никита проглашен нобилисом. Нићифор је имао још два млађа брата и сестру.
Након смрт Константина (775), престо је преузео његов најстарији син Лав. Он је Константинов син из првог брака, са Ирином Хазарском (Цицак). Лав је убрзо дошао у сукоб са полубраћом јер је запленио велику количину злата која је њима припадала како би га утрошио на плате војника и даровао грађанима Цариграда. У пролеће 776. године откривена је завера на челу са Нићифором. Одузет му је чин, али су му живот и имовина поштеђени. Остали завереници су протерани у манастир Херсон на Криму.
Након Лавове смрти (октобар 780), једини наследник престола био је његов малолетни син Константин VI уместо кога је владало намесништво на челу са царицом-мајком Ирином. Иринина владавина није добро примљена међу водећим византијским политичарима. Поред њене верске политике (подржавала је иконофиле), владавина жене није била уобичајена у Византијском царству. Ирина је у Византији сматрана за јеретика. Одређен број званичника подржао је долазак Нићифора на власт. Међу њима су и логотет дрома Григорије, бивши стратег теме Анатолике Варда и Константин, командант Ескубите. Завера је откривена месец дана по Лавовој смрти. Нићифор је натеран да се замонаши. Приморан је да 780. године на Божић, заједно са браћом, одржи службу у Аја Софији.
Нићифор и његова браћа не јављају се у изворима до 792. године када се Ирина вратила на власт. Син ју је 790. године накратко збацио државним ударом. Исте године Грци су доживели велики пораз од Бугара код Маркелија. То изазива незадовољство међу трупама од којих су неке тагме прогласиле Нићифора за цара. Константин је реаговао брзо. Похапсио је своје унуке. Нићифора је ослепео и ишчупао му је језик. Потом га је затворио у манастир Терапију.
Након 792. године Нићифор се не помиње по имену у изворима. Помиње се заједно са браћом. Стога је питање да ли га треба укључити у касније догађаје, мада Каждан у Оксфордској историји сматра да је делио судбину своје браће и да је умро после 812. године. Ирина је наредила Евнуху Аецију да 797. године пошаље браћу из Аја Софије у Атину. Марта 799. године архонт Словена, Акамир, заједно са локалним трупама теме Хеладе, планира да се прогласи за цара. Побуна је угушена, а браћа су осуђена за учествовање у завери па су ослепљени. Последњи пут браћа се помињу 812. године када је група незадовољних војника покушала да устоличи цареву браћу након пада Дебелтума (Бургаса) у руке Крума. Михаило I Рангабе (811-813) је муњевито реаговао, угушио побуну, а браћу преселио на острво Афусија, где су провели остатке живота.